# Horisme impigra
Horisme impigra är en fjärilsart som beskrevs av Louis Beethoven Prout 1938. Horisme impigra ingår i släktet Horisme och familjen mätare. Inga underarter finns listade i Catalogue of Life.